# Небесная Сербия
Небесная Сербия (также «небесный народ»; серб. Небеска Србија, также «небески народ») — термин, первоначально связанный с гибелью сербского войска в сражении на Косовом поле. В несербской публицистике используется для обозначения сербского национализма в контексте так называемого Косовского мифа.

## История
Американский литературовед хорватского происхождения Бранимир Анзулович (1926—2001) относил появление национального мифа о Небесной Сербии к рубежу XIV—XV веков, когда сербы потерпели поражение в битве на Косовом поле и почти на 500 лет попали под турецкое иго.
Согласно легенде (погибель царства Сербского) накануне Косовской битвы князю Лазарю явился ангел и предложил сделать выбор между царством земным и небесным. Православный князь выбрал небесное царство и, зная исход сражения, вместе с своим народом принял участие в битве. Законченный вид легенда, видимо, приобрела только в XIX веке — с началом национально-освободительного движения сербов, когда Косовский эпос занял важное место в сербском самосознании. Сербский епископ Николай Велимирович в 1930-е годы писал о Косовской битве как о сербской Голгофе.

### Публикации
на английском языке
- Анзулович, Бранимир. Небесная Сербия: от мифа к геноциду. = Heavenly Serbia: From Myth to Genocide (англ.). — Нью-Йорк: NYU Press, 1999. — 256 p.

на хорватском языке
- Анзулович, Бранимир. Миф о Небесной Сербии — отправная точка захватнических войн и преступности в 20-м веке. = Mit o Nebeskoj Srbiji — polazište osvajačkih ratova i zločina u 20. stoljeću (хорв.). — Загреб: Večernji posebni proizvodi, 2011. — 247 с.